# میموسا تنویفلورا
میموسا تنویفلورا (نام علمی: Mimosa tenuiflora) نام یک گونه از تیره باقلاییان است.